# NGC 4234
NGC 4234 је спирална галаксија у сазвежђу Девица која се налази на NGC листи објеката дубоког неба.
Деклинација објекта је + 3° 41' 0" а ректасцензија 12h 17m 9,1s. Привидна величина (магнитуда) објекта NGC 4234 износи 12,8 а фотографска магнитуда 13,4. Налази се на удаљености од 32,9000 милиона парсека од Сунца. NGC 4234 је још познат и под ознакама UGC 7309, MCG 1-31-35, CGCG 41-61, VCC 221, HARO 7, IRAS 12146+0357, PGC 39388.